# Devon Murray
Devon Michael Murray (Condado de Kildare, 28 de outubro de 1988) é um ator irlandês que alcançou a fama interpretando Simas Finnigan nos filmes da série Harry Potter.

## Biografia
Devon nasceu condado de Kildare, na Irlanda, sendo o único filho de Michael e Fidelma Murray. Depois de colocar-se no caminho para o sucesso em competições de talentos nacionais, Devon entrou na Barry Stage School.  Mais tarde,transferiu-se para a The National Performing Arts e então suas habilidades começaram a aparecer.
A carreira de ator começou com This IS My Father (onde interpretou Christy), seguindo com Angela's Ashes (onde interpretou Malachy) - também interpretou Geoffrey em Yesterday's Children . Com isso, ganhou grande conhecimento mundial para interpretar Simas Finnigan em Harry Potter.
Devon já competiu em vários torneios de cavalos na Irlanda e com isso ganhou várias medalhas. Devon relaxa com equitação, skate, e passando algum tempo com os amigos. Ele também gosta de Rap e música irlandesa.
A religião de Devon é a Católica Romana. Foi revelado por Daniel Radcliffe em um recurso especial do DVD de Harry Potter e a Ordem da Fênix que Devon tinha o recorde de quebrar o maior número de varinhas durante o curso de qualquer filme sendo dez no total.
Vive, atualmente, na cidade de Celbridge, County Kildare (Irlanda). É amigo de Daniel Logan, que interpretou Boba Fett em “Star Wars: Episódio II – O Ataque dos Clones”.

### Atualmente
Desde o fim da saga Harry Potter, Devon não fez nenhum outro trabalho artístico e enfrenta dificuldades financeiras. Por conta disso, o rapaz alugou seu apartamento e voltou a morar com os pais. O ex-agente do rapaz, Neil Brooks, exigiu o pagamento de 260 000 euros (cerca de 1 milhão de reais) por conta de comissão atrasada, alegando que Murray não pagou os 20% referentes ao contratos que conseguiu para ele.
Em sua defesa, o jovem ator disse que está falido, mas o ex-agente acabou ganhando a causa. De acordo com a imprensa britânica, o jovem acumulou uma pequena fortuna com seu trabalho nos oito filmes, mas acabou perdendo tudo “saindo para beber, levando meninas para passear e comprando carros, por que é isso que um adolescente faz“, contou a mãe a uma publicação.
O próprio ator também admitiu não ter administrado o dinheiro da forma correta, contando que também investiu em negócios que não deram certo, como criação de cavalos: “Não foi tudo gasto só com isso“, comenta o jovem ator sobre as declarações feitas pela sua mãe. Sobre o ex-agente, Murray argumentou que ele não cumpriu com sua função, desaparecendo em tempos difíceis.

## Filmografia
- This is My Father (1998)
- Angela's Ashes (1999)
- Yesterday's Children (2000)
- Harry Potter and the Philosopher's Stone (2001)
- Harry Potter and the Chamber of Secrets (2002)
- Harry Potter and the Prisoner of Azkaban (2004)
- Harry Potter and the Goblet of Fire (2005)
- Harry Potter and the Order of the Phoenix (2007)
- Gone Fishing (2008)
- Harry Potter and the Half-Blood Prince (2009)
- Harry Potter and the Deathly Hallows - Part I (2010)
- Harry Potter and the Deathly Hallows - Part II (2011)